# Cicló Freddy
El cicló tropical d'alta intensitat Freddy és el cicló tropical més longeu de la història, superant el rècord de 31 dies de l'huracà John. Freddy, que abans va ser un poderós cicló que va afectar les Illes Mascarenyes, Madagascar i Moçambic el febrer de 2023, es va tornar a reforçar sobre el canal de Moçambic. Va ser la quarta tempesta amb nom de la temporada de ciclons de la regió australiana 2022–23 i el segon cicló tropical d'alta intensitat de la temporada de ciclons del sud-oest de l'oceà Índic 2022–23.
El Freddy va començar com una pertorbació incrustada a l'abeurador del monsó el 4 de febrer. Mentre que a la conca ciclònica de la regió australiana, la tempesta es va intensificar ràpidament i es va convertir en un cicló tropical sever de categoria 4, abans de traslladar-se a la conca del sud-oest de l'oceà Índic, on es va intensificar encara més. El Joint Typhoon Warning Center (JTWC) va mesurar vents sostinguts d'1 minut a 270 km/h (165 mph) amb una força màxima del Freddy, equivalent a la força de la categoria 5 a l'escala de Saffir-Simpson. El 19 de febrer, Météo-France (MFR) el va actualitzar a un cicló tropical molt intens, amb vents estimats de 10 minuts de 220 km/h (140 mph). Freddy va tocar terra a prop de Mananjary, Madagascar. La tempesta es va afeblir ràpidament al tocar a terra, però es va tornar a reforçar al canal de Moçambic. Poc després, Freddy va tocar terra per segona vegada al sud de Vilankulos, Moçambic, abans de debilitar-se ràpidament. Inesperadament, el sistema va aconseguir sobreviure a la seva visita a Moçambic i va tornar a emergir sobre el canal el dia 1 de març. Poc després, Freddy va ser reclassificat com a estat de cicló tropical pel l'MFR.

## Altres ciclons tropicals semblants al Freddy

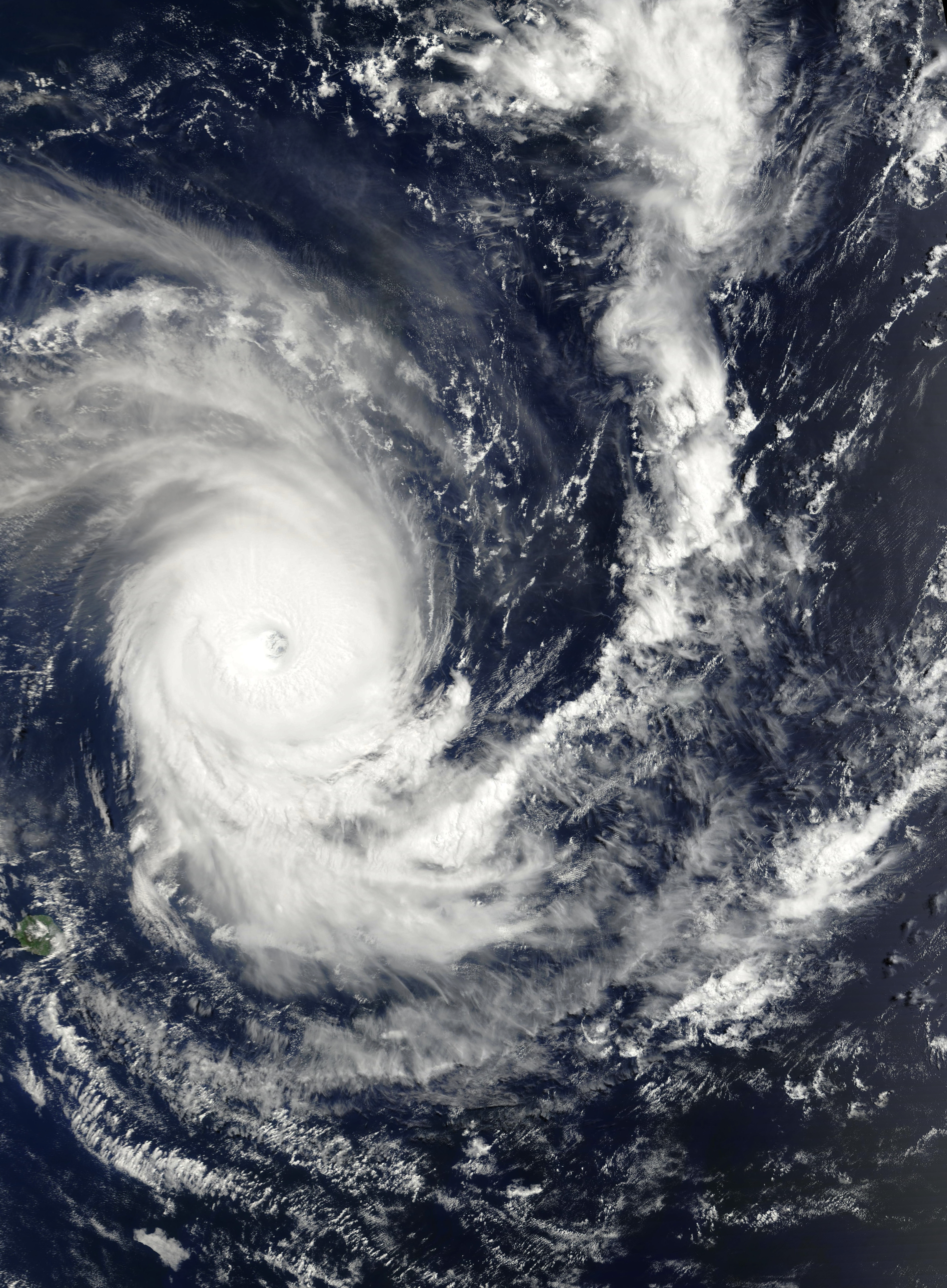
El cicló Freddy passant per Maurici el 20 de febrer.

El cicló Freddy s'acosta a Maurici el 19 de febrer.

- Cyclone Litanne (1994) – un cicló de llarga vida a l'hemisferi sud que va afectar Madagascar.
- Hurricane John (1994) – el cicló tropical més llunyà que s'ha registrat mai i l'anterior cicló tropical de més llarga vida.
- Cyclone Leon–Eline (2000) – el segon cicló més longeu de l'hemisferi sud que va afectar greument Madagascar i Moçambic.
- Cyclone Hudah (2000) – un altre cicló de llarga vida que també va afectar Madagascar.